# Markus Steinmaurer
Markus Steinmaurer (* 24. September 1975 in Gmunden) ist ein österreichischer Politiker (FPÖ). Er ist seit dem 23. Oktober 2021 Mitglied des Bundesrates.

## Leben und Wirken
Markus Steinmaurer besuchte die Volksschule in Grünau und die Hauptschule in Scharnstein. Nach der land- und forstwirtschaftlichen mittleren Schule Altmünster machte er eine Lehre zum Maurer und Zimmerer und arbeitete als Baupolier. An der Bauakademie in Steyregg erhielt er die Ausbildung zum Werkmeister. Seit 2010 ist er selbständiger Baustoffhändler.
Er ist verheiratet und hat zwei Kinder.

## Politik
Seine politische Tätigkeit begann er 2005 als Mitglied des Gemeinderates der Gemeinde Grünau im Almtal, 2009 wurde er Mitglied der Ortsparteileitung der FPÖ Grünau im Almtal, 2018 Bezirksparteiobmann der FPÖ Gmunden. Seit 2021 ist er Mitglied des Bundesrates und arbeitet dort in mehreren Ausschüssen.

## Sonstiges
Markus Steinmaurer ist Mitglied der Freiwilligen Feuerwehr Grünau und des Kameradschaftsbundes Grünau.